# کیت لثام
 کیت لثام (انگلیسی: Kate Latham؛ زاده ۲۵ اکتبر ۱۹۵۲) یک تنیس‌باز اهل ایالات متحده آمریکا است.